# Escrime aux Jeux asiatiques de 2006
Pour un article plus général, voir Jeux asiatiques de 2006.
Navigation
2002 2010
Les épreuves d'escrime aux Jeux asiatiques de 2006 se sont déroulées du 9 au 14 décembre 2006 au Al-Arabi Indoor Hall, à Doha, au Qatar. Douze épreuves (six féminines et six masculines) s'y sont tenues.

## Tableau des médailles
| Rang  | Nation       | Or | Argent | Bronze | Total |
| ----- | ------------ | -- | ------ | ------ | ----- |
| 1     | Chine        | 7  | 5      | 5      | 17    |
| 2     | Corée du Sud | 4  | 7      | 3      | 14    |
| 3     | Japon        | 1  | 0      | 6      | 7     |
| 4     | Hong Kong    | 0  | 0      | 4      | 4     |
| 5     | Iran         | 0  | 0      | 2      | 2     |
| 5     | Kazakhstan   | 0  | 0      | 2      | 2     |
| 5     | Thaïlande    | 0  | 0      | 2      | 2     |
| Total | Total        | 12 | 12     | 26     | 48    |

## Résultats

### Podiums féminins
| Épreuves            | Or                                                                     | Argent                                                                   | Bronze |
| ------------------- | ---------------------------------------------------------------------- | ------------------------------------------------------------------------ | --- |
| Épée individuelle   | Park Se-ra                                                             | Zhong Weiping                                                            | Li Na Shin A-lam |
| Épée par équipes    | Chine- Li Na - Luo Xiaojuan - Zhang Li - Zhong Weiping                 | Corée du Sud- Choi Eun Sook - Jung Hyo Jung - Park Se-ra - Shin A-lam    | Hong Kong- Bjork Cheung - Cheung Yi Nei - Lui Sabrina - Yeung Chui Ling Japon- Shizuka Ikehata - Hiroko Narita - Yoshie Takeyama                |
| Fleuret individuel  | Nam Hyun-hee                                                           | Seo Mi-jung                                                              | Chen Jinyan Yoko Makishita |
| Fleuret par équipes | Corée du Sud- Jeon Hee-sook - Jung Gil-ok - Nam Hyun-hee - Seo Mi-jung | Chine- Chen Jinyan - Huang Jialing - Su Wanwen - Zhang Ying              | Japon- Maki Kawanishi - Yoko Makishita - Chieko Sugawara Kazakhstan- Olga Antipova - Irina Fichshenko - Nataliya Kazantseva - Yelena Kazantseva |
| Sabre individuel    | Tan Xue                                                                | Zhao Yuanyuan                                                            | Chow Tsz Ki Kim Keum-hwa |
| Sabre par équipes   | Chine- Zhao Yuanyuan - Huang Haiyang - Tan Xue - Zhang Ying            | Corée du Sud- Jang Hyun-kyung - Kim Hye-lim - Kim Keum-hwa - Lee Shin-mi | Hong Kong- Catherine Au Yeung - Chow Tsz Ki - Akina Pau - Tsui Wan Yi Japon- Madoka Hisagae - Sakura Kaneko - Haruko Nakamura                   |

### Podiums masculins
| Épreuves            | Or                                                                      | Argent                                                                         | Bronze |
| ------------------- | ----------------------------------------------------------------------- | ------------------------------------------------------------------------------ | --- |
| Épée individuelle   | Wang Lei                                                                | Xie Yongjun                                                                    | Ali Yaghoubian Kim Seugn-gu |
| Épée par équipes    | Corée du Sud- Jung Jin-sun - Kim Seung-gu - Kim Won-jin - Park Sang-sun | Chine- Dong Guotao - Wang Lei - Xiao Jian - Xie Yongjun                        | Iran- Siamak Fize Asgary - Mohammad Rezaei Tadi - Hamed Sedaghaty - Ali Yaghoubian Kazakhstan- Alexandr Axenov - Sergey Khodos - Sergey Shabalin - Alexey Shipilov |
| Fleuret individuel  | Yūki Ōta                                                                | Lee Cheon-woong                                                                | Lei Sheng Zhang Liangliang |
| Fleuret par équipes | Chine- Lei Sheng - Wu Hanxiong - Zhang Liangliang - Zhu Jun             | Corée du Sud- Cha Hyung-woo - Choi Byung-chul - Ha Chang-duk - Lee Cheon-woong | Hong Kong- Cheung Kai Tung - Lau Kwok Kin - Kevin Ngan - Wong Kam Kau Japon- Kenta Chida - Yusuke Fukuda - Yūki Ōta                                                |
| Sabre individuel    | Wang Jingzhi                                                            | Oh Eun-seok                                                                    | Zhou Hanming Wiradech Kothny |
| Sabre par équipes   | Chine- Huang Yaojiang - Wang Jingzhi - Zhou Hanming - Zhu Jun           | Corée du Sud- Lee Hyuk - Oh Eun-seok - Oh Seung-hwan - Won Woo-young           | Japon- Masashi Nagara - Tatsuro Watanabe - Koji Yamamoto Thaïlande- Natee Kattancharoen - Ekkathet Ket-Iam - Wiradech Kothny - Sares Limkangwanmongkol             |